# Louis Moulinet
 Louis Moulinet, né le 17 avril 1925 à Néris-les-Bains (Allier) et mort le 9 juin 2006 à Paris, est un syndicaliste et homme politique français.

## Biographie
D'abord militant puis permanent et trésorier national de la Jeunesse ouvrière chrétienne, ouvrier tourneur à la Thomson à Gennevilliers, il est, de 1961 à 1971, secrétaire général adjoint à l'Union régionale parisienne de la CFTC puis CFDT. Il est élu conseiller de Paris au titre du 13e arrondissement de Paris en 1971, réélu en 1977, sous l'étiquette du parti socialiste.
Suppléant de Nicole Questiaux dans la 13e circonscription de Paris lors des élections législatives de juin 1981, il prend son siège à l'Assemblée lorsqu'elle est nommée ministre dans le gouvernement de Pierre Mauroy. Il est réélu en 1986 lors des élections selon un mode de scrutin proportionnel.
Il est chevalier de l'ordre national de la Légion d'honneur.